# ゲームコントローラ
ゲームコントローラは、コンピュータゲーム用の入出力装置で、人間の操作する意志をハードウェアであるゲーム機やPCなどに伝える役割を持つ。

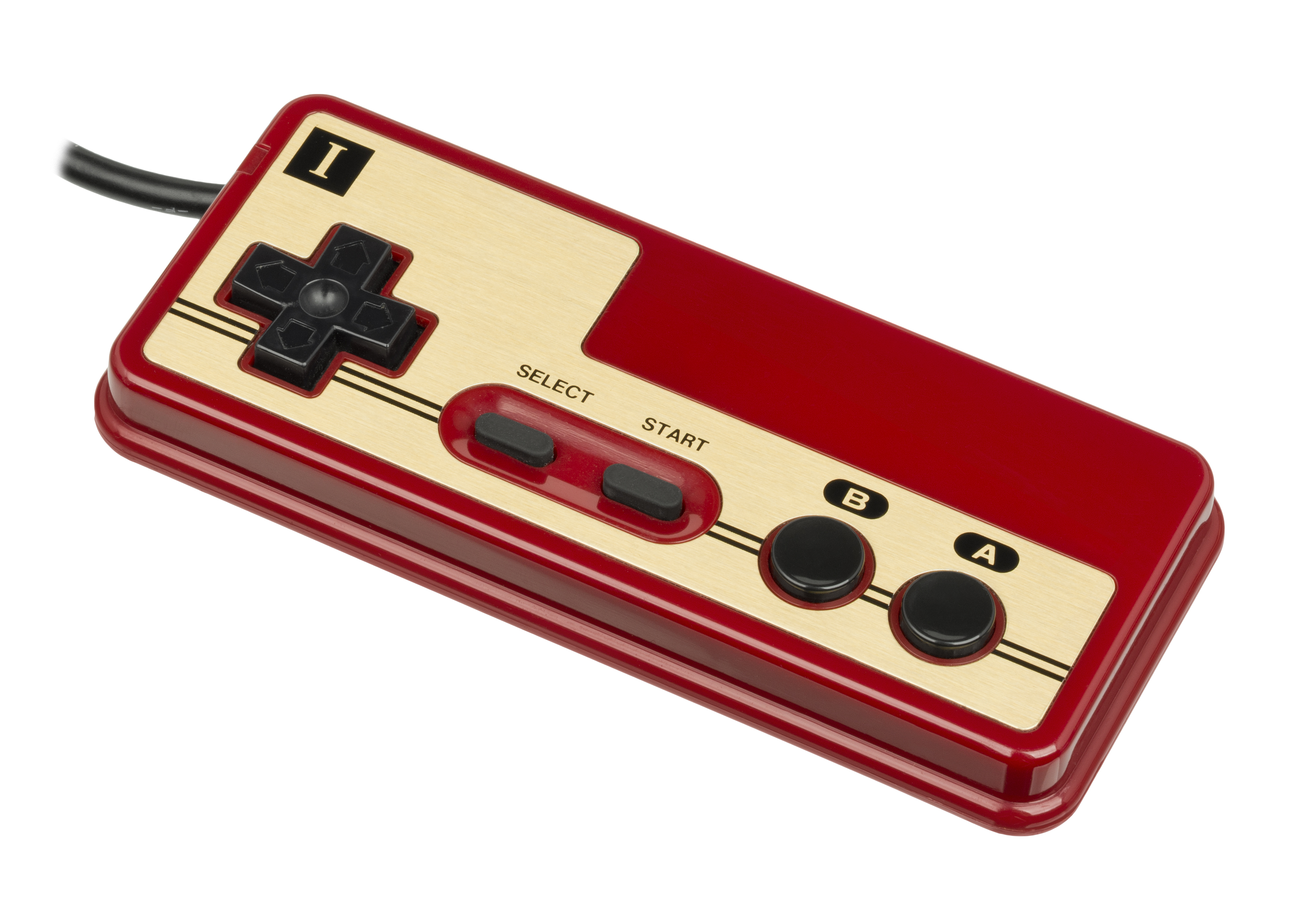
ファミリーコンピュータのパッド

## 種類

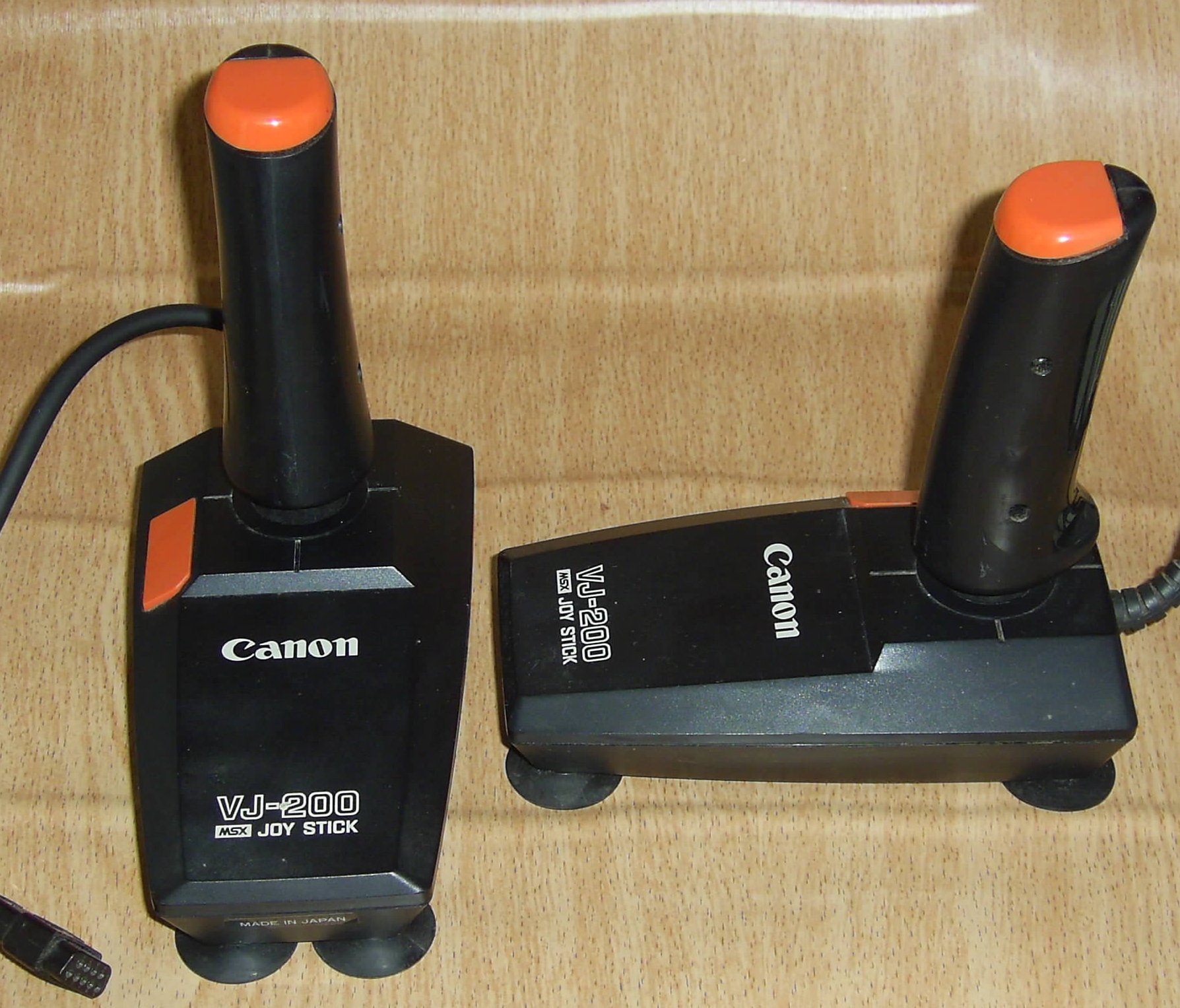
MSXのジョイスティックの例

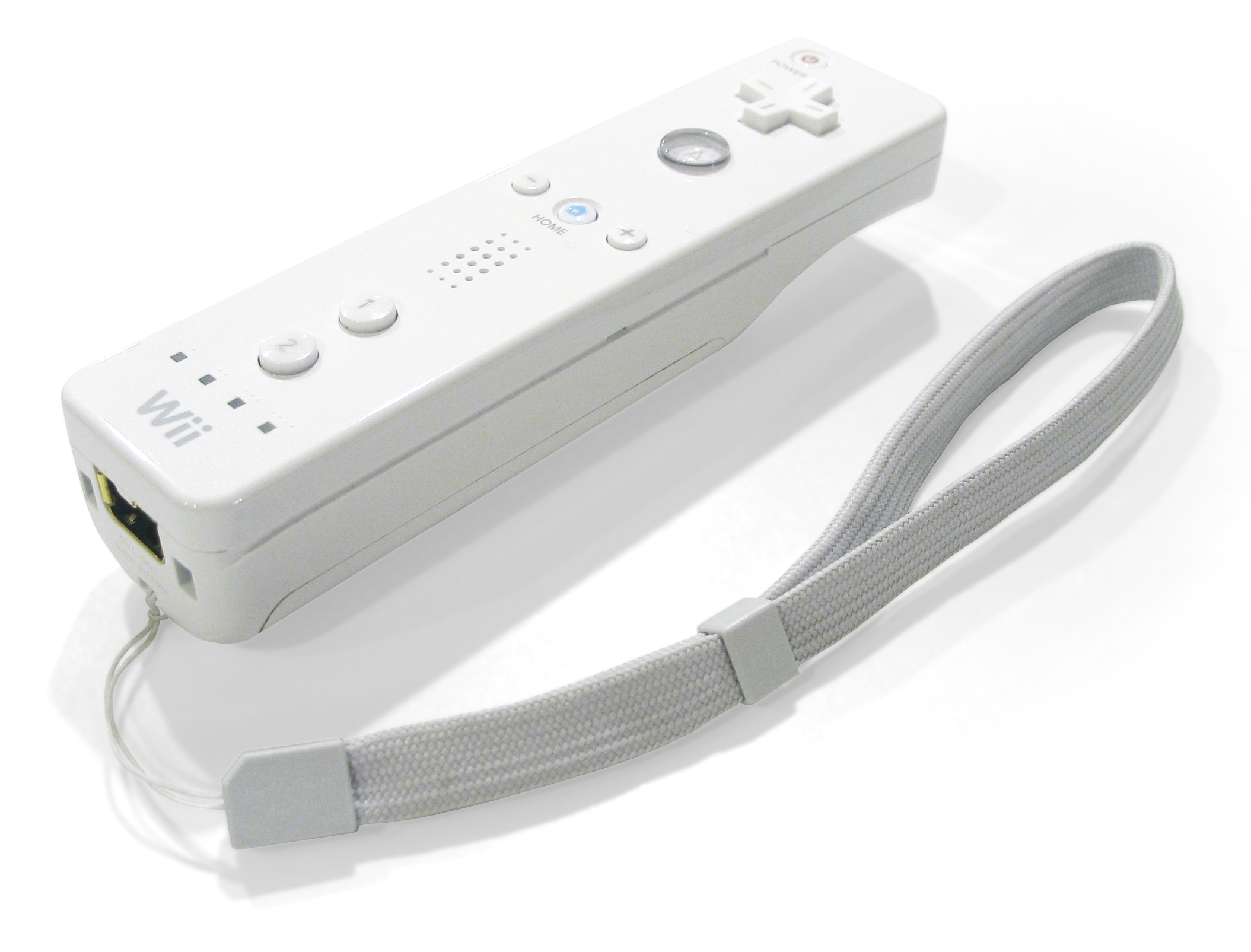
Wiiリモコン

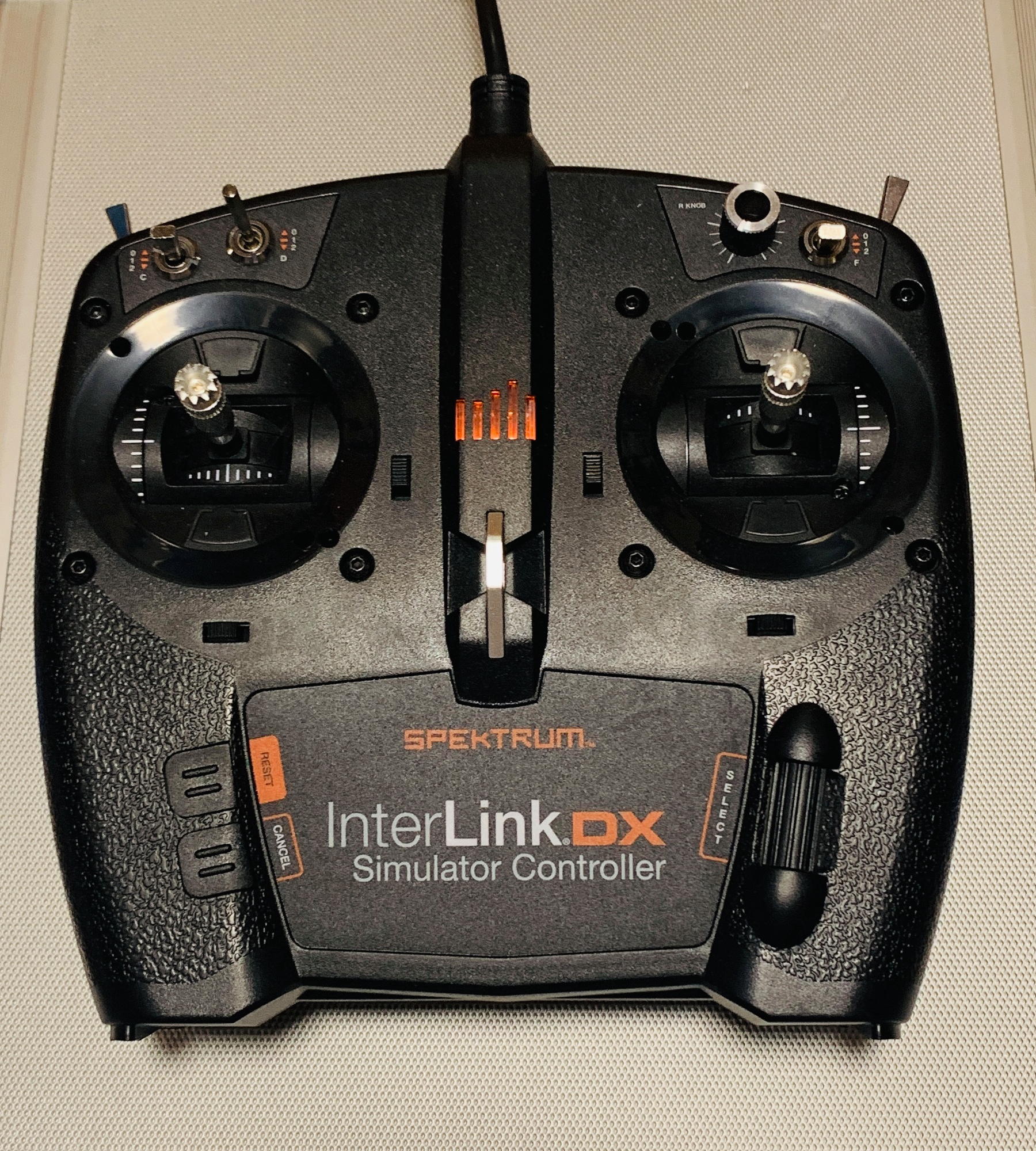
パソコン用『リアルフライト』のコントローラー

業務用ゲームでは筐体に付いたマイクロスイッチ（メカニカルスイッチ）を利用したジョイスティックを使うことが多かった。
特に家庭用ゲーム機に代表される両手で持つタイプの物は「ゲームパッド」と呼ばれる。家庭用ゲーム機ではケーブルで繋ぐものが主流であるが、2006年以降ではBluetoothによるワイヤレスコントローラが標準で用意された。携帯型ゲーム機では本体と一体となっている。
1990年代半ばからアナログスティックが搭載されている標準コントローラも現れた。標準型の他にも業務用のようなジョイスティックやボタンを備えたものなど、1つのゲーム機に様々なコントローラが対応している。使用するゲームソフトによっては専用コントローラが求められる他、利用者の好みでコントローラを選ぶこともできる。
任天堂から発売されたニンテンドーDSでは、タッチパネルなどの表示機能と操作機能を合体させた操作部分を搭載する。WiiのWiiリモコンは、テレビのリモコン状の細長い棒状のコントローラを片手に持つスタイルで、コントローラ自体の向きを変えたり動かしたりすることでゲームを操作する。また、ニンテンドー ゲームキューブとゲームボーイアドバンス、WiiとニンテンドーDSのように、据置機に接続した携帯機をコントローラとして使用することも可能である。テレビ画面とは別にプレイヤー個別の画面を表示したり、据置機と携帯機のソフトのデータを連動させるような機能も見られる。PlayStation MoveやKinectのようなカメラを使った操作では拡張現実やバーチャル・リアリティにも利用されている。
- ゲームパッド
- ジョイスティック
- タッチパネル
- キーボード
- マウス

特定ジャンル用にゲームの臨場感を高めるため、ゲーム内のキャラクターになりきったプレイが可能になる専用コントローラが存在する。ガンシューティングゲームでは、ガンコントローラと呼ばれる銃型（光線銃）コントローラがファミリーコンピュータの時代から利用されていた。『電車でGO!』専用の運転席を再現したもの（列車運転シミュレーターなどの運転台型コントローラ）、『ダンスダンスレボリューション』専用のマット、パチンコならびにパチスロ用コントローラ、釣り竿型コントローラなど、古く体感ゲームが流行した時代には、またがって操作するバイク型コントローラ（バリエの『トップライダー』）も登場した。
- ステアリングコントローラ
- ガンコントローラ
- パドルコントローラ
- トラックボール
- 楽器を模する音楽ゲーム用コントローラや本物の楽器が使える。
- 飛行機の操縦輪、ラダーペダル、スロットルレバーを模したもの。フライトシミュレータの愛好者の間では「3点セット」と呼ばれる事もある。ラジコン飛行機のシミュレータの場合、プロポ（送信機）型のコントローラが使われる。
- 『電脳戦機バーチャロン』シリーズ用ツインスティック
- 「ループレバー（商標）」として知られるダイヤルスイッチ
- バランスWiiボード
- Nintendo Labo
- toio

ゲームのアクセシビリティへの取り組みも行われている。
- Xbox アダプティブ コントローラー
- Access コントローラー

## 構成要素
ほとんどのコントローラは、方向入力機器または位置入力機器などと、いくつかのボタンを持つ。
方向
方向入力は、8方向（または4方向）のON/OFFのみのデジタルと、連続値を入力できるアナログがある。パッドでは十字キーによるデジタルだが、それに加えアナログスティックを持つものもある。ジョイスティックにはデジタルとアナログがある。加速度センサでコントローラの移動を検知するものもある。
位置
ガンコントローラなどで使われるブラウン管表示を読み取る機構や、タッチパネルがある。
角度
ステアリングコントローラやパドルコントローラなどは、角度によって1次元の方向や位置を入力する。
ボタン
1～12個程度のボタンがついている。連射できるものも多い。
マイク
マイクなどを持つものもある。
連射
ボタンを押したままにすることで、そのボタンを複数回押していると認識させる機能を連射という。
まだゲームに連射という考え方がなかったころ、ハル研究所よりファミリーコンピュータ用の増設コントローラとして発売されたジョイボールが世界初の連射機能を装備したコントローラであった。その後高橋名人のブレイクにあわせ連射機能を目的としてハドソンのジョイカードが発売され、ゲームには欠かせない機能となった。
PCエンジンでは標準付属のコントローラにも装備されたが、次第にシューティングゲームなどのゲームソフト側で制御される機能となり、必ずしもハード側（コントローラ）で必要不可欠な機能ではなくなってきた。ソフト側で制御されない、プレイヤーがボタンを押さなくても連射する機能（通称「連射ホールド」「押しっぱなし」）を利用して、ロールプレイングゲームのレベル上げに利用したり、ポーズボタンに連射し事実上のスローモードでプレイできたりと様々な用途もあり、連射機能付のコントローラは製造販売されている。
出力装置としての機能を持つものもある。画面上のシーンに応じてコントローラを振動させる、あるいは乗り物の操作に対する応力を再現する機構であるフォースフィードバックがあるものが多い。NINTENDO 64のコントローラには拡張機器が接続可能で、そのひとつ振動パックによる振動は、PlayStationのDUALSHOCKのように後の多くのゲーム機で標準搭載されることとなった。Wiiのようにスピーカーを持つものやXbox 360のようにヘッドセットを装備し音声の入出力に対応したコントローラもある。
インタフェースは、ケーブルとコネクタ、赤外線通信装置などがある。基本的にコントローラは個々のゲーム機規格専用で、互換性がない（8ビットから16ビットまでのゲーム機の場合は、Atari 2600コントローラの通称「ATARI規格」互換のものが多かった）が、ゲームパッドコンバータで融通できることもある。PC用のコントローラは、2010年現在はほぼ全てUSB接続で、互換性がある。Xbox・Xbox 360のコントローラも、コネクタの形状が違うだけでUSB接続なので、多少の問題はあるがPCと互換性がある。